# ハインツ＝ヴィルヘルム・エック
ハインツ＝ヴィルヘルム・エック（Heinz-Wilhelm Eck、1916年3月27日 - 1945年11月30日）は、第二次世界大戦時のドイツ海軍の士官、UボートU-852（de:U 852）の艦長。最終階級は大尉(Kapitänleutnant) 。

## 経歴
ハンブルク出身。1934年海軍に入隊、掃海艇での勤務等を経て1941年12月1日に大尉に昇進。1942年Uボート部隊に志願。1943年6月15日にUボート艦長として最初の任務についた。 1944年1月18日から南アフリカ海域からインド洋での哨戒に出動し、インド洋に出た。 U-852は3月13日ギリシャの貨物船ペレウス(en:SS Peleus)と遭遇し、2発の魚雷でペレウスを沈めた。この際、敵潜水艦、航空機に自艦の位置を知らせないため残骸を処分することを命令。これに際して手榴弾と自動小銃の使用を命じたことから漂流する生存者を積極的に殺害したとして戦後戦犯に問われることになる。

### ペレウス撃沈以降
ペレウス撃沈後もU-852はインド洋海域を離脱せず、4月1日にはイギリス貨物船を撃沈するなど通商破壊を継続した。U-852は4月30日ソマリア沿岸で潜航中にアデンから飛来したビッカース ウェリントン爆撃機によって発見され、ソマリア海岸に置かれたイギリス空軍621中隊の爆撃機6機による爆雷攻撃を受けてサンゴ礁に座礁した。この時の航空攻撃で乗員7人が戦死した。エックは生き残った部下58人と共にソマリランドラクダ部隊（en:Somaliland Camel Corps）と地元の民兵によって捕虜にされた。部下は沿岸各地の捕虜収容所に分散して終戦まで収容された。

### ハンブルク裁判
エック以下のU-852の生存者のうち5人は戦後、ペレウス乗員殺害の容疑でハンブルク裁判（ニュルンベルク裁判を補完するために行われた軍事裁判）に起訴された。裁判官はオーブリー・メルフォード・スティード・スティーブンソン（en:Melford Stevenson）が務めた。裁判においては部下のハンス・レンツ( Hans Lenz)が残した記録とペレウス生存者の証言、エックが破壊できなかったU-852の記録は決定的な証拠となり、4日の公判の後5人は全員が有罪判決を受けた。エックとアウグスト・ホフマン(August Hoffmann)、軍医ワルター・ワイスペニヒ(Walter Weisspfennig)は民間人殺害の罪状で銃殺刑の判決を受けた。ジュネーブ条約において戦闘員資格を認められていないワイスペニヒが銃を撃ったことは特に非難された。ペレウス撃沈の際エックに抗議したハンス・レンツは終身刑、もう一人の部下ウォルフガング・シュウェンダー（Wolfgang Schwender）は懲役7年の判決を受けた。エックと部下二人は1945年11月30日にリューネブルガーハイデで処刑された。Uボート艦長からの戦犯刑死はこのエック一名のみである。